# 1976-os magyar asztalitenisz-bajnokság
Az 1976-os magyar asztalitenisz-bajnokság az ötvenkilencedik magyar bajnokság volt. A bajnokságot február 20. és 22. között rendezték meg Budapesten, a Nemzeti Sportcsarnokban (a selejtezőt a Játékcsarnokban).

## Eredmények
| Versenyszám  | Arany                                                                   | Arany | Ezüst                                                              | Ezüst | Bronz | Bronz |
| ------------ | ----------------------------------------------------------------------- | ----- | ------------------------------------------------------------------ | ----- | --- | ----- |
| Férfi egyéni | Klampár Tibor Bp. Spartacus                                             |       | Asztalos István Ganz-MÁVAG VSE                                     |       | Rózsás Péter BVSCTakács János Honvéd Szondi SE                                                                              |       |
| Női egyéni   | Lotaller Henriette Statisztika Petőfi SC                                |       | Oláh Zsuzsa Statisztika Petőfi SC                                  |       | Kuchár Györgyi Statisztika Petőfi SCSzabó Gabriella Statisztika Petőfi SC                                                   |       |
| Férfi páros  | Klampár Tibor, Papp József Bp. Spartacus                                |       | Tímár Ferenc, Molnár János Bp. Spartacus                           |       | Frank László, dr. Réthi Albert Postás SE, Ceglédi VSEFrank Béla, Marosffy Szabolcs Postás SE                                |       |
| Női páros    | Molnár Anna, Csík Márta 31. sz. Építők                                  |       | Lotaller Henriette, Szabó Gabriella Statisztika Petőfi SC          |       | Oláh Zsuzsa, Iváskó Gabriella Statisztika Petőfi SC, BSEKisházi Beatrix, Galambos Éva Statisztika Petőfi SC, 31. sz. Építők |       |
| Vegyes páros | Takács János, Vasvári Nicolette Honvéd Szondi SE, Statisztika Petőfi SC |       | Molnár János, Szabó Gabriella Bp. Spartacus, Statisztika Petőfi SC |       | Kocsis Ödön, Csík Márta Ganz-MÁVAG VSE, 31. sz. ÉpítőkKocsis Gyula, Benke Mariann Bp. Spartacus, Statisztika Petőfi SC      |       |